# 罗马涅塞
罗马涅塞（義大利語：Romagnese），是意大利帕维亚省的一个市镇。总面积29.87平方公里，人口754人，人口密度25.2人/平方公里（2009年）。国家统计（ISTAT）代码为018128。